# Mayaro-Rio Claro
Mayaro-Rio Claro ist eine Region und Verwaltungseinheit auf Trinidad in Trinidad und Tobago.

## Geographie
Mayaro-Rio Claro liegt im Südosten Trinidads. Es grenzt im Norden an Sangre Grande, im Nordwesten an Couva-Tabaquite-Talparo und im Westen an Princes Town. Im Süden wird die Region durch den Golf von Paria begrenzt, im Osten durch den Atlantischen Ozean. Hauptstadt der Region ist Rio Claro. Es ist die nach Sangre Grande zweitgrößte Verwaltungseinheit in Trinidad und unterteilt sich in 39 Communities.
Bedeutende Städte und Orte in Mayaro-Rio Claro sind:
- Rio Claro (3552 Einwohner)
- Libertville (2642)
- Mayaro (2558)
- Biche (2350)
- Guayaguayare (1659)

Der Nariva Swamp im Nordosten der Region ist ein Naturschutzgebiet und das größte Süßwasser-Feuchtgebiet in Trinidad und Tobago. Das Sumpfgebiet ist ein wichtiger Lebensraum für das bedrohte Karibik-Manati.

## Wirtschaft und Infrastruktur
Mayaro-Rio Claro ist rural geprägt. Viele Einwohner sind in der Agrar- oder Holzwirtschaft oder im Fischereiwesen tätig. Die Region verfügt allerdings über die größten Vorkommen an Erdgas und -öl an Trinidads Ostküste. Die Ölindustrie ist rund um das Örtchen Guayaguayare konzentriert. Entsprechend gibt es dort einen Hafen, und die Firmen bpTT (BP Trinidad & Tobago), BHP Billiton und Petrotrin haben sich angesiedelt. An der Ostküste, entlang der Cocos Bay und der Mayaro Bay, gibt es in geringem Umfang Binnentourismus, da die dortigen Stände an Wochenenden von Trinis gerne als Ziel für Tagesausflüge genutzt werden.

## Geschichte
Die Gegend um das heutige Örtchen Guayaguayare war der Ort, an dem Christoph Kolumbus am 31. Juli 1498 erstmals trinidadischen Boden betrat. Wie viele Landstriche an der Nord- und Ostküste Trinidads wurde die Region im späten 18. Jahrhundert von französischen Farmern besiedelt, was sich in zahlreichen französischen Siedlungsnamen (z. B. Ecclessville, La Savanne oder Libertville) niederschlägt. 1902 wurde in Guayaguayare die erste kommerzielle Ölquelle Trinidads in Betrieb genommen.
Bis 1990 war Trinidad in Counties unterteilt. Im Rahmen einer Verwaltungsreform (Municipal Corporations Act No. 21) wurden 1990 sämtliche Counties aufgelöst und neue Verwaltungseinheiten geschaffen. Aus Teilen des Countys Nariva und dem County Mayaro wurde Mayaro-Rio Claro.